# Atletismo nos Jogos Olímpicos de Verão de 2020 - 100 m com barreiras feminino
O evento dos 100 metros com barreiras feminino nos Jogos Olímpicos de Verão de 2020 ocorreu entre os dias 31 de julho e 2 de agosto de 2021 no Estádio Olímpico. Esperava-se que aproximadamente quarenta atletas participassem.

## Qualificação
Um Comitê Olímpico Nacional (CON) pode inscrever até 3 atletas qualificados no evento feminino dos 100 metros com barreiras desde que todos as atletas atendam ao padrão de inscrição ou se classificarem pelo ranking durante o período de qualificação (o limite de 3 está em vigor desde o Congresso Olímpico de 1930). O tempo padrão a qualificação é 12.84 segundos. Este padrão foi "estabelecido com o único propósito de qualificar atletas com desempenhos excepcionais incapazes de se qualificar através do caminho do Ranking Mundial da IAAF". O ranking mundial, baseado na média dos cinco melhores resultados da atleta durante o período de qualificação e ponderado pela importância do evento, é usado para qualificar os atletas até que o limite de 40 seja alcançado.
O período de qualificação foi originalmente de 1 de maio de 2019 a 29 de junho de 2020. Devido à pandemia de COVID-19, este período foi suspenso de 6 de abril de 2020 a 30 de novembro de 2020, com a data de término estendida para 29 de junho de 2021. O início do período do ranking mundial a data também foi alterada de 1 de maio de 2019 para 30 de junho de 2020; as atletas que atingiram o padrão de qualificação naquela época ainda estavam qualificados, mas aqueles que usavam as classificações mundiais não seriam capazes de contar os desempenhos durante esse tempo. Os padrões de tempo de qualificação podem ser obtidos em várias competições durante o período determinado que tenham a aprovação da IAAF. Apenas competições ao ar livre eram elegíveis para arrancadas e provas de obstáculos curtos, como os 100 metros com barreiras. Os campeonatos continentais mais recentes podem ser contados no ranking, mesmo que não durante o período de qualificação.
Os CONs também podem usar sua vaga de universalidade – cada CON pode inscrever uma atleta independentemente do tempo, se não houver nenhuma atleta que atenda ao padrão de entrada a um evento de atletismo – nos 100 metros com barreiras.

## Formato
O evento continua a usar o formato de três fases principais (eliminatórias, semifinais e final). São 5 baterias iniciais, com as 4 primeiras colocadas em cada uma e os 4 melhores tempos no geral avançando para as semifinais. Foram 3 semifinais, com as 2 primeiras colocadas em cada semifinal e os seguintes 2 melhores tempos no geral avançando para a final.

## Calendário
Horário local (UTC +9)
| 31 de julho   | 1 de agosto | 2 de agosto |
| 10:45         | 19:45       | 11:50       |
| ------------- | ----------- | ----------- |
| Eliminatórias | Semifinais  | Final       |

## Medalhistas
| Ouro   | PUR Jasmine Camacho-Quinn |
| Prata  | USA Kendra Harrison       |
| Bronze | JAM Megan Tapper          |

## Recordes
Antes desta competição, os recordes mundiais, olímpicos e regionais existentes eram os seguintes:
| Tipo             | Atleta          | Tempo | Local   | Data                |
| ---------------- | --------------- | ----- | ------- | ------------------- |
| Recorde mundial  | Kendra Harrison | 12.20 | Londres | 22 de julho de 2016 |
| Recorde olímpico | Sally Pearson   | 12.35 | Londres | 7 de agosto de 2012 |

### Por região
| Área                               | Tempo | Vento | Atleta           | Nação          |
| ---------------------------------- | ----- | ----- | ---------------- | -------------- |
| África                             | 12.44 | +0.4  | Glory Alozie     | Nigéria        |
| Ásia                               | 12.44 | –0.8  | Olga Shishigina  | Cazaquistão    |
| Europa                             | 12.21 | +0.7  | Yordanka Donkova | Bulgária       |
| América do Norte, Central e Caribe | 12.20 | +0.3  | Kendra Harrison  | Estados Unidos |
| Oceania                            | 12.28 | +1.1  | Sally Pearson    | Austrália      |
| América do Sul                     | 12.71 | +0.1  | Maurren Maggi    | Brasil         |

O seguinte recorde foi estabelecido durante a competição:
| Data        | Evento      | Atleta                | CON            | Tempo | Recorde          |
| ----------- | ----------- | --------------------- | -------------- | ----- | ---------------- |
| 1 de agosto | Semifinal 3 | Jasmine Camacho-Quinn | PUR Porto Rico | 12.26 | Recorde olímpico |

E os seguintes recordes nacionais foram estabelecidos durante a competição:
| CON        | Atleta                | Rodada     | Tempo | Notas            |
| ---------- | --------------------- | ---------- | ----- | ---------------- |
| Itália     | Luminosa Bogliolo     | Semifinais | 12.75 |                  |
| Porto Rico | Jasmine Camacho-Quinn | Semifinais | 12.26 | Recorde olímpico |
| Libéria    | Ebony Morrison        | Semifinais | 12.74 |                  |

## Resultados

### Preliminares
Regra de qualificação: as 4 primeiras de cada bateria (Q) e os seguintes 4 tempos mais rápidos (q) avançam as semifinais.
Vento – Bateria 1: +1.0 m/s; Bateria 2: +0.4 m/s; Bateria 3: +0.4 m/s; Bateria 4: -1.1 m/s; Bateria 5: +0.3 m/s.

#### Bateria 1
| Pos. | Raia | Atleta           | CON                | Tempo | Notas |
| ---- | ---- | ---------------- | ------------------ | ----- | ----- |
| 1    | 6    | Andrea Vargas    | CRC Costa Rica     | 12.71 | Q,    |
| 2    | 9    | Nadine Visser    | NED Países Baixos  | 12.72 | Q,    |
| 3    | 8    | Gabbi Cunningham | USA Estados Unidos | 12.83 | Q     |
| 4    | 5    | Cindy Sember     | GBR Grã-Bretanha   | 13.00 | Q     |
| 5    | 3    | Chen Jiamin      | CHN China          | 13.09 |       |
| 6    | 4    | Reetta Hurske    | FIN Finlândia      | 13.10 |       |
| 7    | 2    | Ayako Kimura     | JPN Japão          | 13.25 |       |
| 8    | 7    | Ricarda Lobe     | GER Alemanha       | 13.43 |       |

#### Bateria 2
| Pos. | Raia | Atleta            | CON                | Tempo | Notas |
| ---- | ---- | ----------------- | ------------------ | ----- | ----- |
| 1    | 6    | Kendra Harrison   | USA Estados Unidos | 12.74 | Q     |
| 2    | 3    | Liz Clay          | AUS Austrália      | 12.87 | Q     |
| 3    | 2    | Luminosa Bogliolo | ITA Itália         | 12.93 | Q     |
| 4    | 4    | Elvira Herman     | BLR Bielorrússia   | 12.95 | Q     |
| 5    | 7    | Mulern Jean       | HAI Haiti          | 12.99 | q,    |
| 6    | 9    | Ebony Morrison    | LBR Libéria        | 13.00 | q     |
| 7    | 8    | Sarah Lavin       | IRL Irlanda        | 13.16 |       |
| 8    | 5    | Laura Valette     | FRA França         | 14.52 |       |

#### Bateria 3
| Pos. | Raia | Atleta             | CON                | Tempo | Notas |
| ---- | ---- | ------------------ | ------------------ | ----- | ----- |
| 1    | 4    | Tobi Amusan        | NGR Nigéria        | 12.72 | Q     |
| 2    | 8    | Yanique Thompson   | JAM Jamaica        | 12.74 | Q     |
| 3    | 6    | Pia Skrzyszowska   | POL Polônia        | 12.75 | Q,    |
| 4    | 9    | Devynne Charlton   | BAH Bahamas        | 12.84 | Q     |
| 5    | 7    | Annimari Korte     | FIN Finlândia      | 13.06 |       |
| 6    | 3    | Marthe Koala       | BUR Burquina Fasso | 13.11 |       |
| 7    | 2    | Masumi Aoki        | JPN Japão          | 13.59 |       |
| —    | 5    | Elisavet Pesiridou | GRE Grécia         | —     | DNF   |

#### Bateria 4
| Pos. | Raia | Atleta              | CON                | Tempo | Notas |
| ---- | ---- | ------------------- | ------------------ | ----- | ----- |
| 1    | 9    | Britany Anderson    | JAM Jamaica        | 12.67 | Q     |
| 2    | 3    | Christina Clemons   | USA Estados Unidos | 12.91 | Q     |
| 3    | 4    | Luca Kozák          | HUN Hungria        | 12.97 | Q     |
| 4    | 7    | Pedrya Seymour      | BAH Bahamas        | 13.04 | Q     |
| 5    | 5    | Elisa Di Lazzaro    | ITA Itália         | 13.08 |       |
| 6    | 2    | Teresa Errandonea   | ESP Espanha        | 13.15 |       |
| 7    | 8    | Ketiley Batista     | BRA Brasil         | 13.40 |       |
| —    | 6    | Cyréna Samba-Mayela | FRA França         | —     | DNS   |

#### Bateria 5
| Pos. | Raia | Atleta                | CON               | Tempo | Notas                |
| ---- | ---- | --------------------- | ----------------- | ----- | -------------------- |
| 1    | 2    | Jasmine Camacho-Quinn | PUR Porto Rico    | 12.41 | Q                    |
| 2    | 5    | Megan Tapper          | JAM Jamaica       | 12.53 | Q,                   |
| 3    | 8    | Anne Zagré            | BEL Bélgica       | 12.83 | Q,                   |
| 4    | 6    | Tiffany Porter        | GBR Grã-Bretanha  | 12.85 | Q                    |
| 5    | 4    | Asuka Terada          | JPN Japão         | 12.95 | q                    |
| 6    | 3    | Klaudia Siciarz       | POL Polônia       | 12.98 | q                    |
| 7    | 9    | Zoë Sedney            | NED Países Baixos | 13.03 |                      |
| 8    | 7    | Ditaji Kambundji      | SUI Suíça         | 13.17 |                      |
| 9    | 1    | Ana Camila Pirelli    | PAR Paraguai      | 13.98 | Recorde da temporada |

### Semifinais
Regras de qualificação: as 2 primeiras em cada bateria (Q) e os seguintes 2 tempos mais rápidos (q) avançam a final.
Vento – Semifinal 1: -0.8 m/s; Semifinal 2: 0.0 m/s; Semifinal 3: -0.2 m/s.

#### Semifinal 1
| Pos. | Raia | Atleta            | CON                | Tempo | Notas                |
| ---- | ---- | ----------------- | ------------------ | ----- | -------------------- |
| 1    | 5    | Tobi Amusan       | NGR Nigéria        | 12.62 | Q                    |
| 2    | 8    | Devynne Charlton  | BAH Bahamas        | 12.66 | Q                    |
| 3    | 4    | Andrea Vargas     | CRC Costa Rica     | 12.69 | Recorde da temporada |
| 4    | 7    | Christina Clemons | USA Estados Unidos | 12.76 |                      |
| 5    | 2    | Klaudia Siciarz   | POL Polônia        | 12.84 | Recorde da temporada |
| 6    | 3    | Asuka Terada      | JPN Japão          | 13.06 |                      |
| —    | 9    | Luca Kozák        | HUN Hungria        | —     | DNF                  |
| —    | 6    | Yanique Thompson  | JAM Jamaica        | —     | DNF                  |

#### Semifinal 2
| Pos. | Raia | Atleta            | CON                | Tempo | Notas            |
| ---- | ---- | ----------------- | ------------------ | ----- | ---------------- |
| 1    | 4    | Britany Anderson  | JAM Jamaica        | 12.40 | Q,               |
| 2    | 7    | Kendra Harrison   | USA Estados Unidos | 12.51 | Q                |
| 3    | 6    | Liz Clay          | AUS Austrália      | 12.71 | Recorde pessoal  |
| 4    | 8    | Luminosa Bogliolo | ITA Itália         | 12.75 | Recorde nacional |
| 5    | 9    | Tiffany Porter    | GBR Grã-Bretanha   | 12.86 |                  |
| 6    | 5    | Pia Skrzyszowska  | POL Polônia        | 12.89 |                  |
| 7    | 2    | Mulern Jean       | HAI Haiti          | 13.09 | (0.088)          |
| 8    | 3    | Pedrya Seymour    | BAH Bahamas        | 13.09 | (0.090)          |

#### Semifinal 3
| Pos. | Raia | Atleta                | CON                | Tempo | Notas                |
| ---- | ---- | --------------------- | ------------------ | ----- | -------------------- |
| 1    | 7    | Jasmine Camacho-Quinn | PUR Porto Rico     | 12.26 | Q, ,                 |
| 2    | 4    | Megan Tapper          | JAM Jamaica        | 12:62 | Q                    |
| 3    | 6    | Nadine Visser         | NED Países Baixos  | 12.63 | q,                   |
| 4    | 8    | Gabbi Cunningham      | USA Estados Unidos | 12.67 | q                    |
| 5    | 9    | Elvira Herman         | BLR Bielorrússia   | 12.71 |                      |
| 6    | 2    | Ebony Morrison        | LBR Libéria        | 12.74 | Recorde nacional     |
| 7    | 3    | Cindy Sember          | GBR Grã-Bretanha   | 12.76 |                      |
| 8    | 5    | Anne Zagré            | BEL Bélgica        | 12.78 | Recorde da temporada |

### Final
A final foi disputada em 2 de agosto, às 11:50 locais.
Vento: -0.6 m/s.
| Pos.              | Raia | Atleta                | CON                | Reação | Tempo | Notas |
| ----------------- | ---- | --------------------- | ------------------ | ------ | ----- | ----- |
| Medalha de ouro   | 5    | Jasmine Camacho-Quinn | PUR Porto Rico     | 0.149  | 12.37 |       |
| Medalha de prata  | 4    | Kendra Harrison       | USA Estados Unidos | 0.158  | 12.52 |       |
| Medalha de bronze | 9    | Megan Tapper          | JAM Jamaica        | 0.166  | 12.55 |       |
| 4                 | 6    | Tobi Amusan           | NGR Nigéria        | 0.161  | 12.60 |       |
| 5                 | 3    | Nadine Visser         | NED Países Baixos  | 0.152  | 12.73 |       |
| 6                 | 8    | Devynne Charlton      | BAH Bahamas        | 0.144  | 12.74 |       |
| 7                 | 2    | Gabbi Cunningham      | USA Estados Unidos | 0.172  | 13.01 |       |
| 8                 | 7    | Britany Anderson      | JAM Jamaica        | 0.164  | 13.24 |       |

Legenda
| Recorde mundial      | Recorde mundial (World record)               |                       | Recorde africano                      | Recorde africano (African) |                                           | Q | Classificado por posição (Qualified) |
| Recorde olímpico     | Recorde olímpico (Olympic record)            | Recorde da América    | Recorde da América (Americas)         | q                          | Classificado por melhor tempo (Qualified) |   |                                      |
| Melhor marca do ano  | Melhor marca do ano (World leading)          | Recorde asiático      | Recorde asiático (Asian)              | DNS                        | Não largou (Did not start)                |   |                                      |
| Recorde nacional     | Recorde nacional (National record)           | Recorde europeu       | Recorde europeu (European)            | DNF                        | Não terminou (Did not finish)             |   |                                      |
| Recorde pessoal      | Recorde pessoal do atleta (Personal best)    | Recorde da Oceania    | Recorde da Oceania (Oceania)          | DSQ / DQ                   | Desclassificado (Disqualified)            |   |                                      |
| Recorde da temporada | Recorde da temporada do atleta (Season best) | Recorde sul-americano | Recorde sul-americano (South America) | NM                         | Sem marca (No mark)                       |   |                                      |